# Eurois obsoleta
Eurois obsoleta är en fjärilsart som beskrevs av Barend J. Lempke 1962. Eurois obsoleta ingår i släktet Eurois och familjen nattflyn. Inga underarter finns listade i Catalogue of Life.